# Felbinac
Felbinac (INN, hoặc axit biphenylylacetic) là một loại thuốc bôi, thuộc họ thuốc được gọi là thuốc chống viêm không steroid (NSAID) của axit arylacetic (không phải axit arylpropionic), được sử dụng để điều trị viêm cơ và viêm khớp. Nó là một chất chuyển hóa hoạt động của fenbufen.